# Вильсонс-Промонтори

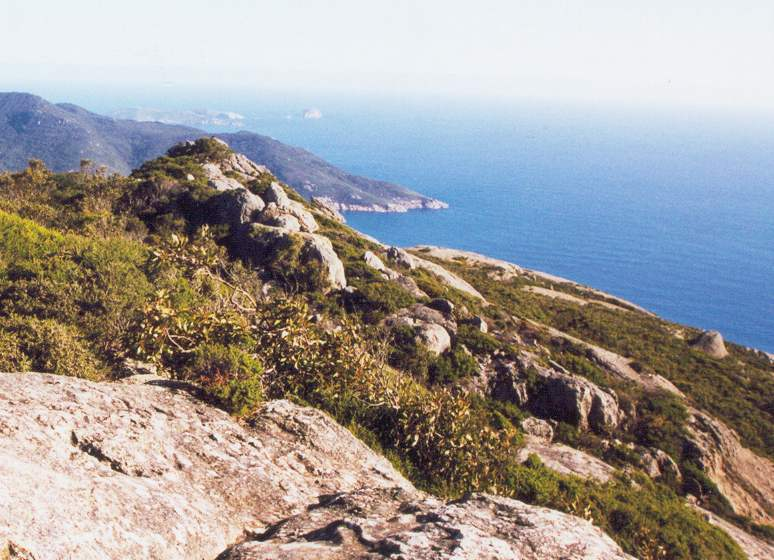
Вид на юг полуострова с горы Маунт-Оберон.

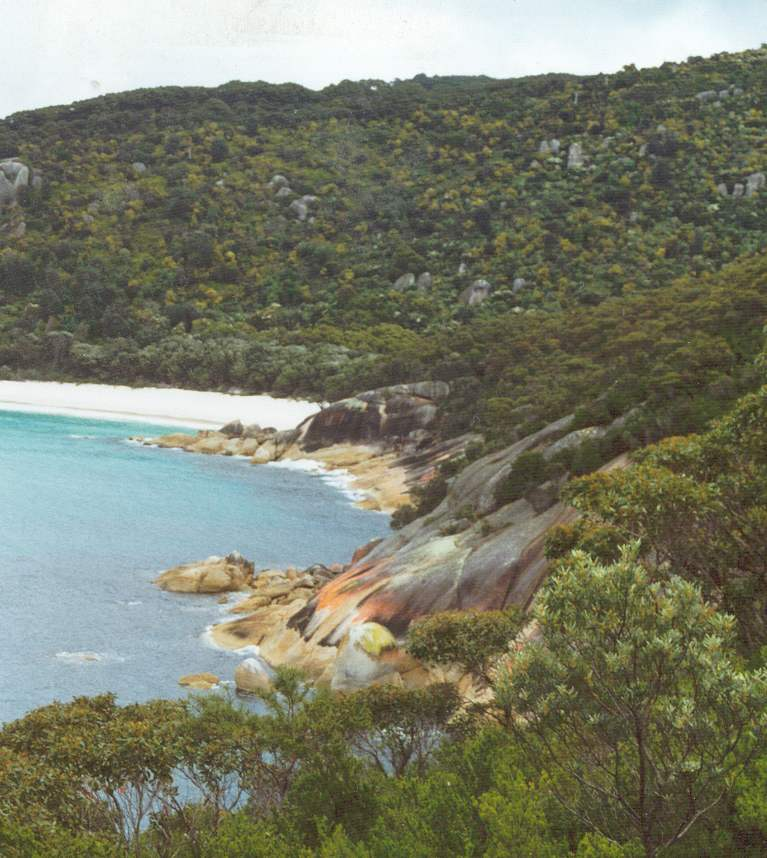
Скалы полуострова.

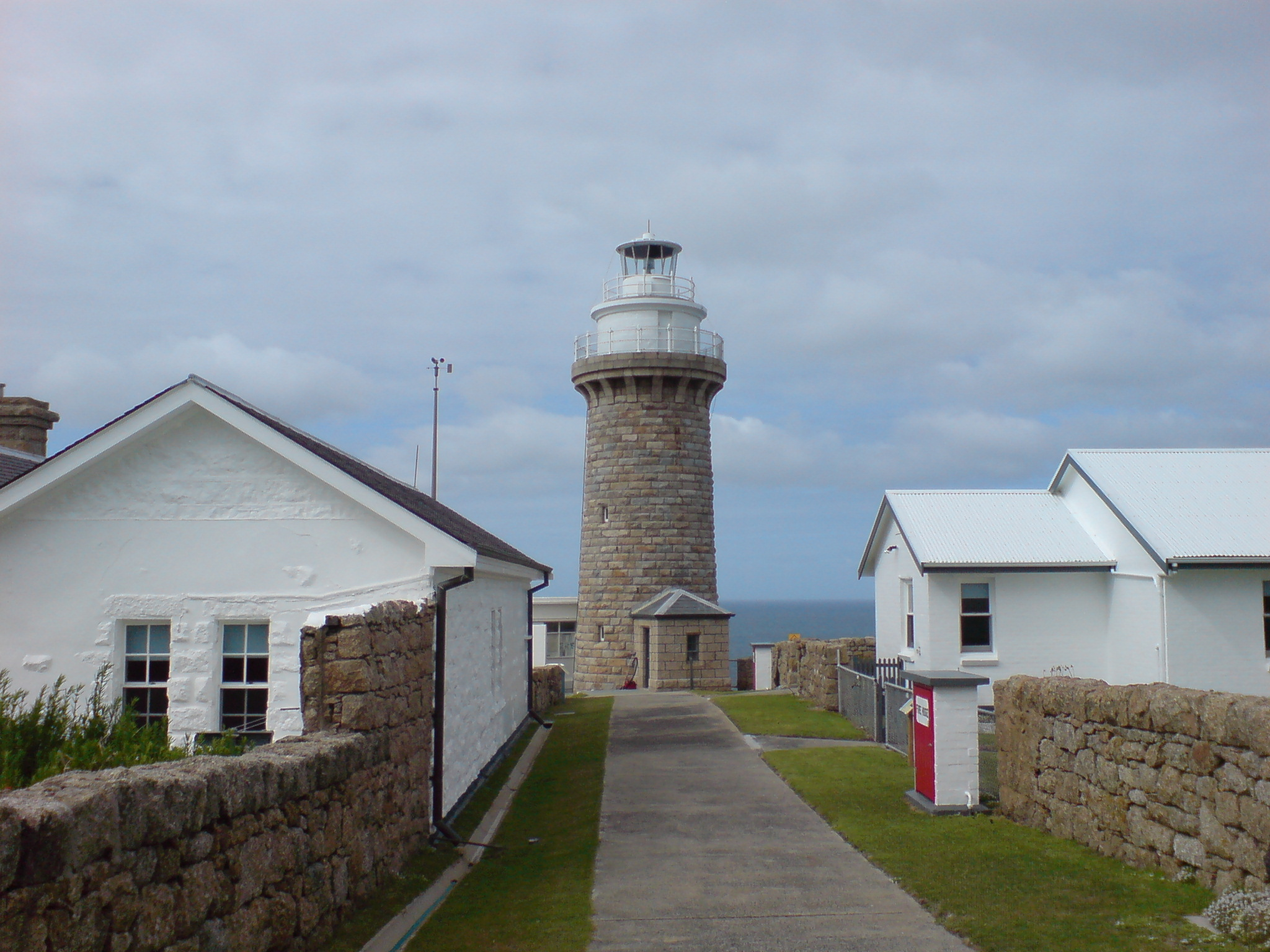
Маяк Вильсон-Промонтори.

Вильсонс-Промонтори (англ. Wilsons Promontory) — полуостров в штате Виктория (Австралия), на котором расположен мыс Саут-Пойнт, самая южная точка материковой части страны. Находится примерно в 160 км к юго-востоку от Мельбурна.

## География
Вильсонс-Промонтори является огромной гранитной массой, образовавшейся в период девона (390—395 млн лет назад) и в прошлом связанной сухопутным мостом с северо-восточной частью Тасмании. В последующие геологические периоды Вильсонс-Промонтори был подвергнут сильной эрозии, в результате которой произошло формирование очертаний современного хребта полуострова с многочисленными гранитными вершинами. С конца третичного периода, когда наблюдалось то повышение, то понижение уровня Мирового океана, территория современного полуострова была несколько раз отрезана от Тасмании. Согласно отдельным мнениям, примерно 4 тысячи лет назад, Вильсонс-Промонтори представлял собой небольшой архипелаг.
Прибрежный рельеф современного Вильсонс-Промонтори также подвергнут сильной эрозии. На берегу расположены обширные песчаные пляжи, пещеры, дюны, болота, гранитные скалы. Омывается Бассовым проливом. В непосредственной близости от полуострова расположено множество небольших островов.
На полуострове обитает более 30 видов млекопитающих (не включая морских млекопитающих), в том числе трёхпалый крысиный потору (лат. Potorous tridactylus), малая сумчатая мышь (лат. Antechinus minimus), белоногая сумчатая мышь (лат. Sminthopsis leucopus), толстохвостый кускус (лат. Cercartetus nanus), кенгуру, коалы и вомбаты. Кроме того, на полуострове гнездится большая популяция перелётных морских птиц.
Вильсон-Промонтори покрыт густой растительностью, типичной для влажных тропических лесов. Также встречаются пустоши, болота, прибрежные дюны. Из растений можно отметить Banksia saxicola, которое кроме парка Вильсонс-Промонтори встречается лишь в национальном парке Грампианс.

## Климат
| Показатель                                | Янв. | Фев. | Март | Апр. | Май   | Июнь  | Июль  | Авг.  | Сен. | Окт. | Нояб. | Дек. | Год    |
| ----------------------------------------- | ---- | ---- | ---- | ---- | ----- | ----- | ----- | ----- | ---- | ---- | ----- | ---- | ------ |
| Абсолютный максимум, °C                   | 41,4 | 42,0 | 36,9 | 32,2 | 25,7  | 22,2  | 22,0  | 24,4  | 30,0 | 32,8 | 36,7  | 37,1 | 42,0   |
| Средний суточный максимум, °C             | 20,3 | 20,5 | 19,4 | 17,3 | 14,9  | 13,0  | 12,2  | 12,8  | 14,2 | 15,8 | 17,2  | 18,8 | 16,4   |
| Средняя температура, °C                   | 17,0 | 17,5 | 16,7 | 14,9 | 13,0  | 11,1  | 10,2  | 10,5  | 11,6 | 12,9 | 14,1  | 15,7 | 13,8   |
| Средний суточный минимум, °C              | 14,0 | 14,8 | 14,1 | 12,7 | 11,1  | 9,3   | 8,4   | 8,3   | 9,0  | 10,0 | 11,2  | 12,6 | 11,3   |
| Абсолютный минимум, °C                    | 5,6  | 7,2  | 5,4  | 3,3  | 3,3   | −0,6  | 0,0   | 0,6   | 0,6  | 2,3  | 1,7   | 2,8  | −0,6   |
| Норма осадков, мм                         | 50,5 | 46,8 | 69,6 | 84,8 | 112,8 | 120,1 | 121,6 | 121,0 | 99,1 | 91,7 | 71,4  | 63,8 | 1052,6 |
| Источник: Австралийское бюро метеорологии |      |      |      |      |       |       |       |       |      |      |       |      |        |

## История
Вильсонс-Промонтори с давних времён населяли коренные жители Австралии — австралийские аборигены племени братауалунг, для которых полуостров играл важное духовное и повседневное значение. Вполне возможно, что в годы последнего ледникового периода он служил сухопутным мостом, благодаря которому аборигены смогли добраться и заселить остров Тасмания.
Европейским первооткрывателем полуострова стал английский путешественник Джордж Басс, который проплыл мимо него в январе 1798 года. Первоначально мореплаватель принял полуостров за «Землю Фюрно», открытую незадолго до этого капитаном Тобиасом Фюрно. Но вернувшись в Порт-Джексон и проконсультировавшись с Мэтью Флиндерсом, Басс пришёл к заключению, что увиденная им суша не была «Землёй Фюрно». Впоследствии путешественник обратился к губернатору Нового Южного Уэльса, Джону Хантеру, с просьбой назвать открытую им землю Вильсонс-Промонтори в честь Томаса Вильсона, друга Мэтью Флиндерса, который занимался торговлей в Австралии.
Появление на полуострове первых европейцев привело к постепенному уменьшению численности населения коренных жителей, которые были лишены традиционной еды, а также сильно пострадали от новых заболеваний. Результатом этого стало переселение племени братауалунг к озеру Тьерс (англ. Lake Tyers). В конце XVIII века, сразу же после открытия полуострова, на нём появились многочисленные охотники на морских котиков, промысел которых процветал в этом районе следующие сорок лет. Однако уже к 1840-м годам он пришёл к полному упадку из-за практически полного истребления морских котиков в Бассовом проливе. К 1847 году на Вильсонс-Промонтори также резко сократилось число китобоев. Тем не менее жизнь на полуострове не замерла: уже в скором времени на нём была организована вырубка древесины, которая доставлялась в Мельбурн. Деревообрабатывающая промышленность просуществовала здесь до 1906 года. В течение XIX века на Вильсонс-Промонтори также велась добыча золота (единственная шахта появилась в 1866 году, но из-за низкой рентабельности она была закрыта уже в 1870 году), оловянной руды (в 1924—1925 годах).
В 1895 году на Вильсонс-Промонтори был построен маяк. В 1898 году правительство Виктории зарезервировало значительную часть полуострова под национальный парк, который появился в 1908 году. В последующие годы его площадь несколько раз расширялась. В настоящее время национальный парк Вильсонс-Промонтори является самым крупным прибрежным заповедником в штате Виктория. В годы Второй мировой войны доступ к нему был закрыт, так как в нём располагался диверсионно-десантный учебный полигон. Единственное поселение на полуострове, Тайдл-Ривер, расположенное в 30 км к югу от границы национального парка, является центром туризма и отдыха.